# Szuhafő
Szuhafő je obec na severovýchodě Maďarska v župě Borsod-Abaúj-Zemplén, v okrese Putnok. Leží 2,5 km od hranic se Slovenskem.
Rozkládá se na ploše 16,0 km² a žije zde 95 obyvatel.